# Новомиколаївська сільська рада (Високопільський район)
Но́вомикола́ївська сільська́ ра́да — адміністративно-територіальна одиниця та орган місцевого самоврядування в Високопільському районі Херсонської області. Адміністративний центр — село Новомиколаївка.

## Загальні відомості
- Територія ради: 53,343 км²
- Населення ради: 895 осіб (станом на 2001 рік)

## Населені пункти
Сільській раді підпорядковані населені пункти:
- с. Новомиколаївка
- с. Черешневе

## Склад ради
Рада складається з 14 депутатів та голови.
- Голова ради: Іващенко Ольга Володимирівна
- Секретар ради: Черепащук Надія Григорівна

### Керівний склад попередніх скликань
| Прізвище, ім'я, по батькові        | Основні відомості                                                 | Дата обрання | Дата звільнення |
| ---------------------------------- | ----------------------------------------------------------------- | ------------ | --------------- |
| Чорноморченко Анатолій Миколайович | Сільський голова, 1969 року народження, безпартійний              | 26.03.2006   | 31.10.2010      |
| Іващенко Ольга Володимирівна       | Сільський голова, 1971 року народження, освіта вища, позапартійна | 31.10.2010   |                 |

Примітка: таблиця складена за даними сайту Верховної Ради України

### Депутати
За результатами місцевих виборів 2010 року депутатами ради стали:

#### За суб'єктами висування
| Суб'єкт висування                                       | Кількість обраних депутатів | %    |
| ------------------------------------------------------- | --------------------------- | ---- |
| Партія регіонів                                         | 9                           | 64,3 |
| Самовисування                                           | 4                           | 28,6 |
| Політична партія Всеукраїнське об'єднання «Батьківщина» | 1                           | 7,1  |

#### За округами
| № округу                                                | Прізвище, ім'я, по батькові | Дата визнання обраним | Освіта  | Партійна приналежність | Відомості про обраного депутата                    |
| ------------------------------------------------------- | --------------------------- | --------------------- | ------- | ---------------------- | -------------------------------------------------- |
| Партія регіонів                                         |                             |                       |         |                        |                                                    |
| 1                                                       | Чорноморець Ірина Іванівна  | 03.11.2010            | середня | член Партії регіонів   | тимчасово не працює                                |
| 2                                                       | Борух Юлія Іванівна         | 03.11.2010            | вища    | позапартійна           | Новомиколаївська сільська рада, головний бухгалтер |
| 3                                                       | Моргун Лариса Валентинівна  | 03.11.2010            | вища    | позапартійна           | тимчасово не працює                                |
| 6                                                       | Косик Олександр Тимофійович | 03.11.2010            | середня | член Партії регіонів   | ОФГ «Таврія», електрозварник                       |
| 7                                                       | Царьова Світлана Іванівна   | 03.11.2010            | середня | член Партії регіонів   | тимчасово не працює                                |
| 8                                                       | Шамов Григорій Іванович     | 03.11.2010            | середня | позапартійний          | тимчасово не працює                                |
| 10                                                      | Крисенко Олена Іванівна     | 03.11.2010            | вища    | позапартійна           | Новомиколаївська сільська рада, бухгалтер          |
| 11                                                      | Шаповал Віктор Анатолійович | 03.11.2010            | вища    | позапартійний          | тимчасово не працює                                |
| 14                                                      | Курилюк Олена Олександрівна | 03.11.2010            | вища    | член Партії регіонів   | Новомиколаївський будинок культури, завідувач      |
| Політична партія Всеукраїнське об'єднання «Батьківщина» |                             |                       |         |                        |                                                    |
| 13                                                      | Письмак Марія Теодорівна    | 03.11.2010            | середня | позапартійна           | приватний підприємець                              |
| Самовисування                                           |                             |                       |         |                        |                                                    |
| 4                                                       | Карпенко Сергій Федорович   | 10.01.2011            | середня | позапартійний          | одноосібник                                        |
| 5                                                       | Черепащук Надія Григорівна  | 03.11.2010            | вища    | позапартійна           | Новомиколаївська сільська рада, секретар           |
| 9                                                       | Дудник Алла Вікторівна      | 10.01.2011            | вища    | позапартійна           | домогосподарка                                     |
| 12                                                      | Сєркова Наталя Миколаївна   | 09.10.2011            | вища    | позапартійна           | Новомиколаївська ЗОШ І-ІІ ст., вчитель             |

## Населення
Згідно з переписом УРСР 1989 року чисельність наявного населення села становила 950 осіб, з яких 450 чоловіків та 500 жінок.
За переписом населення України 2001 року в селі мешкало 895 осіб.

### Мова
Розподіл населення за рідною мовою за даними перепису 2001 року:
| Мова       | Відсоток |
| ---------- | -------- |
| українська | 94,86 %  |
| російська  | 4,02 %   |
| молдовська | 0,45 %   |
| білоруська | 0,11 %   |
| вірменська | 0,11 %   |
| інші       | 0,45 %   |